# Dedekargın, Yazıhan
Dedekargın là một xã thuộc huyện Yazıhan, tỉnh Malatya, Thổ Nhĩ Kỳ. Dân số thời điểm năm 2011 là 247 người.